# NGC 7779
NGC 7779 je čočková galaxie v souhvězdí Ryb. Její zdánlivá jasnost je 12.8m a úhlová velikost 1,40′ × 1,1′. Je vzdálená 234 milionů světelných let, průměr má 95 000 světelných let. Galaxii objevil 12. listopadu 1784 William Herschel.